# Futbolen Klub Carsko Selo Sofia
Il Futbolen Klub Carsko Selo Sofia (in bulgaro Футболен Клуб Царско село?, club calcistico del villaggio reale di Sofia, traslitterazione anglosassone Tsarko Selo), meglio noto come Carsko Selo, è stata una società calcistica bulgara con sede nella città di Sofia.
Ha militato nella Părva liga, la massima serie del campionato bulgaro di calcio.
Disputava le partite interne allo stadio Carsko Selo, situato nel quartiere Dragalevci di Sofia.

## Storia

### 2015-2016: fondazione
Nell'estate del 2015 l'ex presidente del CSKA Sofia Stojne Manolov fondò a Sofia una scuola calcio di nome Accademia calcistica Carsko Selo, allo scopo di far crescere giovani calciatori, nati dal 2002 al 2010.
Il club fu inizialmente iscritto alla divisione regionale dilettantistica A RFG Sofia Sud, e affidato all'allenatore Todor Jančev. Il 12 novembre 2015 Manolov annunciò una collaborazione con il club spagnolo del Malaga. Alla fine di dicembre 2015 Jančev rilevò la proprietà del Sofia 2010, club che fu comprato da Manolov e fuso con il Carsko Selo per costituire un nuovo sodalizio, di nome Carsko Selo Sofia.

### 2016-2021: esordio tra i professionisti e consolidamento
Il 28 luglio 2016 fu accettata la richiesta di iscrizione del club alla neo-costituita Vtora liga. L'esordio tra i professionisti fu contro il Botev Gălăbovo e terminò con un pareggio. Nella prima partita in Coppa di Bulgaria, il 22 settembre 2016, la squadra affrontò allo stadio Lokomotiv il Levski Sofia, che vinse per 2-0. Dopo due pesanti sconfitte Jančev si dimise dall'incarico il 29 ottobre 2016, lasciando il posto a Nikola Spasov, che condusse i suoi al quinto posto finale nella stagione d'esordio in seconda divisione.
La stagione seguente iniziò bene: la squadra si issò in vetta alla classifica del campionato dopo otto giornate e il 19 settembre 2017 eliminò il Neftohimik Burgas al primo turno della coppa nazionale. Il 3 gennaio 2018 Spasov passò ai kazaki del Qyzyljar e fu sostituito da Veselin Velikov, passato a ricoprire un ruolo dirigenziale l'8 maggio 2018, quando fu nominato allenatore del Carsko Selo Velislav Vucov.
Il 22 aprile 2019 la squadra, grazie al pareggio a reti inviolate contro il CSKA 1948 Sofia, si assicurò la vittoria del campionato di Vtora liga e la conseguente prima e storica promozione in Părva liga, trovandosi in testa alla graduatoria con 18 punti di vantaggio dalla seconda e dalla terza classificata a cinque giornate dalla fine del torneo.
Alla prima annata in massima serie il club centra l'obiettivo della permanenza nella categoria, ottenuto allo spareggio promozione-salvezza contro il Septemvri Sofia (1-0). La salvezza viene confermata nell'annata successiva, grazie al nono posto finale.

### 2021-2022: lo scioglimento
Nel gennaio 2022 una compagnia italiana di investimento entra a fare parte del club.
Il campionato 2021-2022 ha un epilogo clamoroso. Al 97º minuto di gioco dell'ultima giornata della poule retrocessione, il Carsko, obbligato a vincere per conservare la categoria, sul parziale di 1-1 contro il Lokomotiv Sofia ha a disposizione un calcio di rigore per portarsi in vantaggio. Sul dischetto si presenta Yusupha Yaffa, al posto del rigorista abituale, Martin Kavdanski, ma il proprietario dello Carsko, Stojne Manolov, entra in campo e con gesti rabbiosi lo dissuade dall'intento di calciare. Il rigore sarà calciato da Kavdanski, che fallirà il tentativo di trasformazione, sancendo la retrocessione del club, che l'indomani viene sciolto da Manolov.

## Palmarès

### Competizioni nazionali
- Vtora profesionalna futbolna liga: 1

2018-2019

### Altri piazzamenti
- Vtora profesionalna futbolna liga:

Terzo posto: 2017-2018

## Organico

### Rosa 2021-2022
| N. |                           | Ruolo | Calciatore          |
| -- | ------------------------- | ----- | ------------------- |
| 1  | Italia (bandiera)         | P     | Guido Guerrieri     |
| 3  | Bulgaria (bandiera)       | D     | Martin Kavdanski    |
| 4  | Svizzera (bandiera)       | C     | Valentino Pugliese  |
| 5  | Italia (bandiera)         | C     | Davide Cipolletti   |
| 6  | Italia (bandiera)         | D     | Matteo Lucarelli    |
| 7  | Francia (bandiera)        | C     | Jeremy Petris       |
| 8  | Marocco (bandiera)        | C     | Ayoub Abou          |
| 9  | Gambia (bandiera)         | A     | Yaffa Yusupha       |
| 10 | Albania (bandiera)        | A     | Redi Kasa           |
| 11 | Bulgaria (bandiera)       | A     | Andrej Jordanov     |
| 15 | Costa d'Avorio (bandiera) | C     | Pierre Desiré Zebli |
| 16 | Italia (bandiera)         | C     | Alessandro Coppola  |
| 17 | Italia (bandiera)         | C     | Davide Masella      |

| N. |                     | Ruolo | Calciatore          |
| -- | ------------------- | ----- | ------------------- |
| 19 | Brasile (bandiera)  | A     | Lucas Willian       |
| 20 | Italia (bandiera)   | C     | Felipe Ronchetti    |
| 21 | Italia (bandiera)   | C     | Stefano Palmucci    |
| 22 | Senegal (bandiera)  | P     | Khadim Ndiaye       |
| 23 | Italia (bandiera)   | C     | Sedrick Kalombo     |
| 24 | Italia (bandiera)   | A     | Alessandro Martella |
| 31 | Bulgaria (bandiera) | P     | Bojan Zagorski      |
| 44 | Bulgaria (bandiera) | D     | Nikolaj Nikolaev    |
| 66 | Italia (bandiera)   | D     | Davide Vitturini    |
| 71 | Bulgaria (bandiera) | D     | Plamen Krumov       |
| 77 | Croazia (bandiera)  | A     | Ivan Lendrić        |
| 91 | Bulgaria (bandiera) | A     | Vencislav Hristov   |
| 99 | Bulgaria (bandiera) | P     | Ivan Dermendziev    |

### Rosa 2020-2021
| N. |                     | Ruolo | Calciatore         |
| -- | ------------------- | ----- | ------------------ |
| 1  | Bulgaria (bandiera) | P     | Mihail Ivanov      |
| 2  | Brasile (bandiera)  | D     | Gustavo Carbonieri |
| 3  | Bulgaria (bandiera) | D     | Martin Kavdanski   |
| 4  | Bulgaria (bandiera) | D     | Diljan Georgiev    |
| 6  | Bulgaria (bandiera) | C     | Antonio Georgiev   |
| 7  | Cipro (bandiera)    | C     | Giannis Gerolemou  |
| 8  | Cipro (bandiera)    | A     | Panagiotis Louka   |
| 9  | Bulgaria (bandiera) | A     | Miroslav Budinov   |
| 10 | Bulgaria (bandiera) | C     | Boris Galčev       |
| 11 | Brasile (bandiera)  | C     | Anderson           |
| 12 | Bulgaria (bandiera) | P     | Kiril Troharov     |
| 14 | Bulgaria (bandiera) | C     | Božidar Vasev      |

| N. |                        | Ruolo | Calciatore                |
| -- | ---------------------- | ----- | ------------------------- |
| 17 | Bulgaria (bandiera)    | D     | Rejan Daskalov (capitano) |
| 20 | Bulgaria (bandiera)    | C     | Lăčezar Baltanov          |
| 21 | Bulgaria (bandiera)    | C     | Emanuil Manev             |
| 22 | Paesi Bassi (bandiera) | D     | Luis Pedro                |
| 25 | Paesi Bassi (bandiera) | C     | Dylan Mertens             |
| 26 | Bulgaria (bandiera)    | C     | Hristijan Čipev           |
| 30 | Haiti (bandiera)       | P     | Johny Placide             |
| 44 | Bulgaria (bandiera)    | A     | Toma Ušagelov             |
| 93 | Bulgaria (bandiera)    | D     | Ivan Bandalovski          |
| 98 | Bulgaria (bandiera)    | A     | Stefan Hristov            |
|    | Bulgaria (bandiera)    | D     | Ivajlo Markov             |
|    | Serbia (bandiera)      | C     | Alen Stevanović           |

### Rosa 2019-2020
| N. |                        | Ruolo | Calciatore         |
| -- | ---------------------- | ----- | ------------------ |
| 2  | Brasile (bandiera)     | D     | Gustavo Carbonieri |
| 3  | Bulgaria (bandiera)    | D     | Martin Kavdanski   |
| 4  | Bulgaria (bandiera)    | D     | Ivajlo Markov      |
| 6  | Bulgaria (bandiera)    | C     | Antonio Georgiev   |
| 7  | Bulgaria (bandiera)    | A     | Anton Karačanakov  |
| 8  | Brasile (bandiera)     | C     | Wesley Natã        |
| 10 | Bulgaria (bandiera)    | A     | Georgi Minčev      |
| 11 | Paesi Bassi (bandiera) | A     | Ludcinio Marengo   |
| 12 | Bulgaria (bandiera)    | P     | Martin Dimitrov    |
| 13 | Austria (bandiera)     | C     | Edin Bahtić        |
| 14 | Bulgaria (bandiera)    | C     | Simeon Mečev       |

| N. |                           | Ruolo | Calciatore       |
| -- | ------------------------- | ----- | ---------------- |
| 17 | Bulgaria (bandiera)       | D     | Rejan Daskalov   |
| 20 | Bulgaria (bandiera)       | A     | Ivajlo Ivanov    |
| 21 | Bulgaria (bandiera)       | D     | Rumen Gjonov     |
| 22 | Rep. del Congo (bandiera) | C     | Dylan Bahamboula |
| 26 | Bulgaria (bandiera)       | C     | Ilija Džamov     |
| 30 | Haiti (bandiera)          | P     | Johny Placide    |
| 44 | Brasile (bandiera)        | D     | Léo Fioravanti   |
| 44 | Brasile (bandiera)        | D     | Charles          |
| 91 | Bulgaria (bandiera)       | A     | Miroslav Budinov |
| 93 | Brasile (bandiera)        | A     | Anderson         |
|    | Spagna (bandiera)         | D     | Julio Rodríguez  |